# La Logique de l'Empire
La Logique de l'Empire (titre original : Logic of Empire) est une nouvelle de Robert Heinlein publiée pour la première fois dans le magazine Astounding Science Fiction en mars 1941 (en 1967 en français par OPTA), et faisant partie de l’Histoire du futur.

## Résumé
À la suite d'un pari d'ivrognes, Sam Jones et Humphrey Wingate s'engagent pour Vénus sous un régime d'indenture. Jusque-là privilégiés, ils vont découvrir la dure condition des pionniers.
Une fois libéré, Wingate veut en tirer un pamphlet social, mais Jones s'oppose à lui au nom de ce qu'il appelle « la logique de l'empire ».

## Éditions en français
- dans Histoire du futur (Tome 1),  OPTA, coll. Club du livre d'anticipation no 10, 1967.
- dans Histoire du futur (Tome 2), Les Vertes Collines de la Terre, Presses-Pocket/Pocket, coll. Science-fiction no 5063, 1979 (rééd. 1989)
- dans Histoire du futur (Tome II), Les Vertes Collines de la Terre, Gallimard, coll. Folio SF no 208, 2005.